# Illa Foley
L'Illa Foley (en anglès: Foley Island) és una de les illes de terres baixes que formen part de l'Arxipèlag Àrtic Canadenc. Es troba a la conca de Foxe, al davant de la costa sud-oest de l'illa de Baffin i té una superfície de 637 km² Administrativament forma part de la Regió de Qikiqtaaluk, dins el territori de Nunavut, Canadà.
Es va tenir coneixement de la seva existència per primera vegada el 1948, de la mateixa manera com les veïnes illa del Príncep Carles i Air Force, quan un Avro Lancaster de la Royal Canadian Air Force (RFAC) va sobrevolar la zona i fou vista pel pilot Albert-Ernest Tomkinson.

## Referències

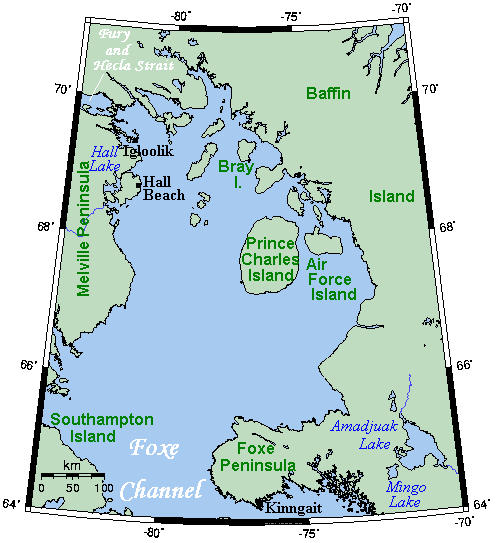
Situació de l'illa Foley a la conca de Foxe, al nord de l'illa del Príncep Carles.